# Збігнев Вассерманн
Збі́гнев Франци́шек Ва́ссерманн (пол. Zbigniew Franciszek Wassermann, 17 вересня 1949 — 10 квітня 2010) — польський політик. Був депутатом Сейму від партії «Право і справедливість».

## Життєпис
Вассерман народився в місті Краків.
Закінчив у юридичний факультет Ягеллонського університету.
Був депутатом Сейму, нижньої палати польського парламенту, обраним від Кракова.
З липня 2004 року він був членом і віце-головою слідчої комісії PKN Orlen.
В урядах Казімєжа Марцинкевича та Ярослава Качинського з листопада 2005 по листопад 2007 року був Міністром-координатором спецслужб.

## Смерть
Загинув у авіакатастрофі під Смоленськом 10 квітня 2010 року, куди летів у складі польської делегації на чолі з президентом Польщі Лехом Качинським.